# Elena Lucena
María Elena Lucena (Buenos Aires, 25 de septiembre de 1914 - Buenos Aires, 7 de octubre de 2015) fue una actriz, bailarina y cantante argentina.
Inició su carrera en la radio como cancionista en la década de 1930 y alcanzó éxito a través de la caracterización de su personaje Chimbela, que más tarde fue representado en cine, teatro y televisión. Su vasta carrera cinematográfica incluye aproximadamente cincuenta películas, entre las cuales destacan Elvira Fernández, vendedora de tienda (1942), Cinco besos (1946) y La Rubia Mireya (1948), por la cual fue distinguida como la Mejor Actriz Cómica de 1948. Durante los años de 1940, participó en filmes protagonizados por cómicos como Pepe Arias, Pepe Iglesias «El Zorro», Niní Gambier, Mirtha Legrand y Carlos Estrada.
Incursionó como bailarina y a partir de la década de 1960, representó personajes frívolos y snobs por los que fue comparada con Zsa Zsa Gabor. En teatro reemplazó a Libertad Lamarque en Hello, Dolly! y personificó a la viuda de Larraín de Valenzuela en la comedia musical chilena La pérgola de las flores. Mantuvo una vejez activa y realizó sus últimas actuaciones en el ciclo televisivo 099 Central (2002) y en la película Dos hermanos (2010), a partir de la cual se retiró.

## Biografía

### Infancia y comienzos profesionales
Nació en el barrio porteño de Boedo en 1914 como la hija de José Lucena y Amelia Arcuri. Durante su juventud, trabajó con su familia en una sastrería y vivió un breve tiempo en Villa Lugano hasta que realizó una prueba radial y recibió su primer contrato. En radio se le recuerda cuando en la década de 1930 junto a Blanca del Prado y Félix Mutarelli animaban los personajes de La culpa la tiene el fútbol, episodios cómicos de la novela radial de costumbres populares con libretos de Manuel Meaños.
A pesar de la oposición de su madre —a quien luego convenció—, inició su carrera en 1937 como cancionista de tango en Radio Nacional como integrante de un grupo actoral y poco después, como partícipe del conjunto Estampas porteñas. En una entrevista posterior, Lucena recordó un episodio en 1941 con la actriz Eva Duarte, posteriormente primera dama de Argentina, en el que ella ansiaba el horario central de la emisora y el empresario Jaime Yankelevich se lo cedió a Lucena. Además, fue incluida en los elencos del Teatro Palmolive y Radio Cine Lux.
Posteriormente, fue convocada por Radio Belgrano para interpretar personajes de «dama trágica» bajo un sueldo de 60 pesos. Durante uno de los ensayos, el director Arsenio Mármol percibió su sentido del humor y la seleccionó para interpretar a Chimbela, personaje cuyo nombre él mismo eligió. Lucena debutó con este personaje, al que el propio Mármol definió como «alegre y brillante», en diversas radios y fue llevado al cine, teatro y televisión durante los años posteriores con relevante aceptación. Una de sus más importantes presentaciones ocurrió en la audición Los cien barrios porteños. Con su caracterización hizo giras iniciales de dos meses hasta que, alentada por el propio Mármol, encabezó su propia compañía teatral, «Juventud», a la cual se integraron los actores Adalberto Campos y Audón López.

### Comienzos cinematográficos
Luego de debutar en cine con La que no perdonó (1938) de José Agustín Ferreyra, adquirió su primer papel protagónico en Chimbela (1939), donde recreó a su personaje con la participación Antonio Botta en el guion y bajo la coordinación de Ferreyra nuevamente. Se estrenó en el cine Monumental y la revista Cine Argentino tituló que «el personaje había absorbido a su intérprete».
Con posterioridad cumplió papeles en películas de principios de los años 1940 como El ángel de trapo para la empresa Atlas, Pájaros sin nido, un drama con Roberto Escalada, y Napoleón, una comedia de Luis César Amadori con Haydée Larroca.
Se destacó en sus comienzos en Elvira Fernández, vendedora de tienda (1942) de Manuel Romero, y en Cuando mi corazón pide (1942), donde interpretó un personaje secundario. Durante la década de 1940 fue coprotagonista por lo general de filmes estelarizados por cómicos como Pepe Iglesias El Zorro o Pepe Arias.
Tras incursionar en Un nuevo amanecer, participó en La calle Corrientes (1943) basada en una obra homónima del propio director. Continuamente, siguió actuando con su personaje de Chimbela en Radio El Mundo, emisora que frecuentó hasta la década de 1950. En 1944, año en que ocurrió el terremoto de San Juan, presentó en el Teatro Presidente Alvear la obra Dos corazones con la orquesta de Francisco Canaro y la actuación de Tita Merello.

### Consagración en cine
Acompañó a Mirtha Legrand en 1945 en Cinco besos (donde interpretó a una cantante) auspiciada por Argentina Sono Film y dirigida por Luis Saslavsky, a la que los medios gráficos calificaron con un «tema y tono de farsa». A pesar de su prestigio, su popularidad se acrecentó desde mediados de los años 1940 cuando fue parte de varios filmes como La rubia Mireya, protagonizada por Mecha Ortiz y estrenada tiempo después en Estados Unidos con bastante aceptación. Lucena interpretó ahí a Nelly acompañada de un relevante elenco integrado por Fernando Lamas, Analía Gadé y Severo Fernández. Su labor le mereció el premio a la Mejor Actriz Cómica de 1948 por parte de la Asociación de Cronistas Cinematográficos de la Argentina.
En su extensa trayectoria teatral trabajó en los principales teatros porteños y del interior del país como así también en el extranjero, Uruguay, España y Brasil, con obras de autores clásicos y modernos, como ocurrió en Penélope ya no teje (1946) con Tato Bores, Alquilo novio para mi hermana en el Teatro Maipo, Cuatro escalones abajo en compañía de Juan José Míguez, o Cuando las mujeres dicen sí (1953) con música de Mariano Mores y dirección de Luis Bayón Herrera.

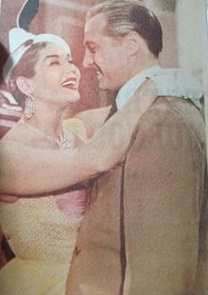
Elena Lucena con Roberto García Ramos.

El 31 de agosto de 1958, se estrenó en el cine Ocean, El calavera, protagonizada por Enrique Serrano y calificada por La Razón como de «ágiles enredos». En 1961, coprotagonizó con Florén Delbene Buenas noche, mi amor y un año después, cumplió el rol de Lucy en Buscando a Mónica junto a Carmen Sevilla y Alberto de Mendoza. La trama, de carácter más sobrio, indicaba que un hombre se entera de que todo el pueblo habla de su esposa, quien ha tenido un turbulento pasado, tras padecer un accidente automovilístico y llevar a reparar su vehículo.

### Teatro y televisión
Luego de presentarse en México, Cuba, Venezuela y España, en 1950 rodó Valentina para la empresa Lumiton. De sus otras labores cinematográficas se destaca Una noche cualquiera (1951), cuyos libretos fueron compaginados por Julio Porter. Fue acompañada por Pepe Arias, a quien había conocido durante un espectáculo revisteril. Icono de la comedia musical, Lucena fue contratada para integrar el elenco femenino de Estrellas de Buenos Aires (1956), presentada en el cine Monumental y con libretos de Carlos A. Petit.
Intervino en numerosas comedias, como la pieza teatral chilena La pérgola de las flores (de Isidora Aguirre, 1964), en el Teatro Caminito representando una personificación de la viuda de Larraín de Venezuela; Carnival (1962), en el Teatro El Nacional; Juanita, la popular (1966), de Enrique Cadícamo; Cuando las mujeres dicen sí, Quien me presta una hija, Cuanta milonga, Madame 13, Cuando el gato no está, Una viuda difícil, Vengo por el aviso y Vals. También incursionó en el género dramático en La murga (1963), de René Mugica con el actor Juan Carlos Altavista, y encabezó El enfermo imaginario, de 1973 en el Teatro Municipal General San Martín. Reemplazó a Libertad Lamarque en la comedia musical ¡Hello Dolly!, dirigida por Daniel Tinayre en 1967, que tuvo un rotundo éxito y contaba con un importante elenco que incluía a Tincho Zabala, Mabel Manzotti y Raúl Rossi. Durante el tercer mes del reemplazo, se suscitó un problema, ya que Lamarque se reintegró a la obra, pero la producción se había comprometido con Lucena para que permaneciera más tiempo, motivo por el cual pidió que se la indemnice. A pesar de ello, Lucena recordó aquel reemplazo como una «experiencia singular».
De sus últimas actuaciones cinematográficas, se destacó su participación en Joven, viuda y estanciera, a principios de los años 1970 y con el acompañamiento de Lolita Torres. Sus trabajos en estas épocas fueron más frívolos, como en El galleguito de la cara sucia. Su cabello platinado y sus peinados extravagantes, que incluso mantiene hasta la actualidad, fueron motivo para que se la relacionase artísticamente con la actriz húngaro-estadounidense Zsa Zsa Gabor.
Luego de cumplir un papel en La casa del amor (1973), fue convocada para incursionar en el ciclo de TV Piel naranja, donde personificó a Angélica, con Alberto Migré en el guion y transmitida por Canal 13. Sin embargo, sus próximas actuaciones en Millonarios a la fuerza (1979), de Enrique Dawi, y Una viuda descocada (del binomio Sarli-Bó, 1980) fueron más breves respectivamente. Cinco años después, en 1985, fue solicitada por Juan David Elicetche para interpretar a Tona en Duro como la roca...frágil como el cristal, ciclo de 60 minutos de duración, sin embargo, en el mismo año debió ser internada por problemas de salud, de los cuales se recuperó.
En 1993, representó en el Teatro Presidente Alvear Minas fieles de gran corazón, de la cantante de tango Susana Rinaldi, mientras que en el medio televisivo trabajó con Marta Reguera y Diana Álvarez; en teatro fue dirigida por China Zorrilla en La pulga en la oreja, con Soledad Silveyra y Carlos Calvo. A lo largo de su vida, ha recibido una gran cantidad de honores y reconocimientos, entre ellos el premio Podestá, un honor a la trayectoria radial del Consejo Profesional de Radio de Argentores, el premio Raíces e incluso, un diploma de honor otorgado por el Honorable Senado de la Nación Argentina.

### Vida posterior y últimos trabajos
En 1997 rodó su penúltima película, Luna de octubre, de Henrique De Freitas Lima, que fue filmada en Brasil con el nombre de Lua de Outubro y llegó recién a este país en 2001, caracterizada por su buen libreto adaptado. En el mismo año integró el elenco de Hoy Ensayo Hoy al lado de importantes figuras como Osvaldo Miranda, Beatriz Taibo, Irma Córdoba y Tincho Zabala bajo la dirección de Rodolfo Graziano quien ya había estrenado una versión con Lucena en 1983 con un elenco dispar. En 1998, hizo una de sus últimas intervenciones teatrales con El conventillo de la Paloma, donde interpretó los tangos «Niño bien» y «Garufa». Fue homenajeada en el Festival de Cine de Mar del Plata en 2001 y fue agasajada por Argentores dentro del ciclo Cine Argentino de Humor, de 2002. Paralelamente, retornó a la actuación, contando con ochenta y ocho años, con un breve rol como la madre de Emilio Disi en el policial de Pol-ka 099 Central, encabezado por Facundo Arana y Nancy Dupláa.

¡Nunca creí que iba a vivir hasta esta edad! No estoy espléndida, pero bastante resignada porque entiendo que el tiempo pasa y que una no es de plástico. Quiero vivir un poco más, aunque ya hice todo lo que tenía que hacer y ando un poco cansada. Hubiera querido despedirme de esta vida caminando sobre mis dos piernas, pero tengo que usar andador... Igual no quiero quejarme porque Dios me dio todo, hasta una hija de oro, un nieto, y Tiziano mi bisnieto.
Elena Lucena, 2010.

En 2004, en su nonagésimo cumpleaños, fue homenajeada por la Obra Social de Actores (OSA) y recibió la visita de artistas como Enrique Pinti mientras que Argentores le entregó un premio por su carrera artística. Candidata al premio Trinidad Guevara y ganadora del María Guerrero, en 2006 recibió el premio Cóndor de Plata a la Trayectoria en compañía de Jacques Arndt. En aquel año fue designada también Ciudadana ilustre de la Ciudad de Buenos Aires en el Salón Presidente Juan Domingo Perón de la Legislatura porteña.
Durante 2009, condujo junto con Ana María Cores Gente de teatro, un programa radial emitido por FM Palermo, donde se dialogó con diversos invitados y Lucena interpretó a Chimbela nuevamente.
Además, con 95 años, filmó Dos hermanos, donde compuso dos personajes: a la madre y a la tía de Antonio Gasalla y Graciela Borges (ya que son mellizas en la trama), que se estrenó el 1 de abril de 2010, convirtiéndose así en una de las actrices más longevas en participar de una película junto con Lydia Lamaison, quien estrenó en 2008 su último filme titulado Mentiras piadosas. Tras la filmación de su última película, recibió un homenaje organizado por el Museo del Cine porteño en el Colegio Público de Abogados, de Capital Federal y en septiembre se le otorgó una placa a la trayectoria durante la celebración de los premios Hugo.
A los 96 años, fue nominada en el rubro de Mejor Actriz de Reparto por Dos hermanos en los premios Cóndor de Plata; si bien no recibió el premio, el público presente la ovacionó apenas comenzada la ceremonia. En noviembre de 2011, Lucena, de 97 años, recibió la estatuilla premio Arcángel San Gabriel, entregados durante una ceremonia llevada a cabo en el auditorio Jorge Luis Borges de la Biblioteca Nacional. En 2012, Lucena fue reconocida junto a otros 70 artistas mayores de ochenta años por SAGAI en el Teatro Tabarís.

### Vida personal
Durante su juventud, estuvo casada con el actor Julio Bianquet (1907-1966), quien la abandonó en 1934, siete meses después de que naciera la hija de ambos: Hebe; fue cuñada de Carlos Bianquet (1908-1979), esposo a su vez de la actriz Alicia Rojas. Su nieto, Juan Francisco Fernando Rodríguez Bianquet, era guitarrista de la banda «Duendes», apadrinada por Piero De Benedictis. Lucena se consideraba seguidora del gurú hindú Paramahansa Yogananda si bien era cristiana católica. Alejada de la actividad por su avanzada edad, residía en el barrio de Colegiales.

## Valoración e influencia
Fue considerada una de las actrices más prestigiosas y legendarias del cine argentino, siendo una de las pocas pertenecientes a la «época de oro» de la cinematografía que aún viven. El diario Clarín la definió como una «candidata natural» y la revista Cine Argentino publicó que Chimbela es «un personaje que absorbió a su intérprete». Considerada un ícono de la comedia musical, participó durante 2009 en una emisión del ciclo Pinti y el cine, justamente para comentar su experiencia en aquel género.
El escritor Pablo Gorlero, en una de sus obras literarias, se refirió a la actriz como una de las más importantes de la radiofonía argentina. Por su parte, el redactor Abel Posadas publicó que, al igual que otras actrices secundarias como Amalia Bernabé o María Esther Gamas, no fue tenida en su justa medida por la industria cinematográfica respectivamente. El autor Gustavo Cabrera consideró que Lucena poseía importantes condiciones actorales y tiple cómica.

## Fallecimiento
Falleció el miércoles 7 de octubre de 2015 a los ciento un años por una descompensación acorde a su avanzada edad. Sus restos fueron velados en una casa velatoria del barrio de Palermo, y posteriormente sepultados en el Panteón de la Asociación Argentina de Actores del Cementerio de la Chacarita.

## Filmografía en Argentina
- Dos hermanos (2010)
- Luna de octubre (1997)
- Una viuda descocada (1980)
- Frutilla (1980)
- Millonarios a la fuerza (1979)
- La casa del amor (1973)
- Joven, viuda y estanciera (1970)
- La casa de Madame Lulú (1968)
- El galleguito de la cara sucia (1966)
- La murga (1963)
- Buscando a Mónica (1962)
- Buenas noches, mi amor (inconclusa - 1961)
- Estrellas de Buenos Aires (1956)
- El calavera (1954)
- Una noche cualquiera (1951)
- Valentina (1950)
- Una noche en el Ta Ba Rin (1949)
- La rubia Mireya (1948)
- Cinco besos (1945)
- La calle Corrientes (1943)
- Un nuevo amanecer (1942)
- Ven...mi corazón te llama (1942)
- Elvira Fernández, vendedora de tienda (1942)
- Napoleón (1941)
- Pájaros sin nido (1940)
- El ángel de trapo (1940)
- Chimbela (1939)
- La que no perdonó (1938)